# Çardak
Çardak là một huyện thuộc tỉnh Denizli, Thổ Nhĩ Kỳ. Huyện có diện tích 323 km² và dân số thời điểm năm 2007 là 9372 người, mật độ 29 người/km².